# 受容理論
受容理論（じゅようりろん、英語: reception theory）は、文学作品の受容者である読者の役割を積極的に評価しようとする文学理論である。受容美学ともいう。

## 概要
1960年代末、ドイツのコンスタンツ大学にいたW.イーザー、H.R.ヤウスが現象学、ロシア・フォルマリズム、解釈学（ガダマーの作用史）などの成果を取り入れ、受容理論を提唱した。
ヤウスによれば、文学の歴史は美的な受容と生産の過程であり、その過程は文学のテクストを受け入れる読者、批評家、作家の三者によって活性化され、遂行される。また、文学作品を読むときは、先行作品の知識などからあらかじめ期待を抱いて読むものであり、読書においてその期待が修正、改変され、または単に再生産される。理想的なケースでは、優れた作品が読者の期待の地平を破壊してゆく。

## 応用
受容理論の一形態は、歴史学の研究にも応用されており、例えばハロルド・マルクーゼは「歴史的な出来事によって転嫁された解釈の歴史」としている。あらゆる事物の研究史を振り返る（あるいはこれまでの評価を振り返る）という作業は、「自分の研究のどこに独自性があるか」を明確化することで「自分の研究は学史的に必須である」ということを位置づけるために重要であるが、いわゆる物の本質についても多くの示唆を与えてくれる。物の本質は当然そのものの中にあるはずであるが、それは簡単に見抜けるようなものではなく、それが「どのように受け取られるか」ということの中に見出される場合がある。こうした観点に立って意識的に行われているのが、受容史（じゅようし）または享受史（きょうじゅし）と呼ばれる領域である。

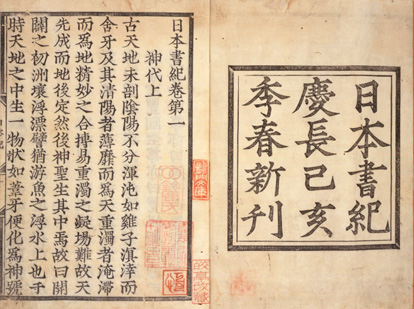
慶長勅版『日本書紀』

例えば『日本書紀』は成立以来、現代に至るまで古典籍ないし古代日本研究の資料として学問的研究の対象となってきたと同時に、それぞれの時代に大きな社会的役割を担う思想的古典として受容されてきた。そこに反映された各時代の読者の思想を読み解く営みは、『日本書紀』を「過去の事実の記録」ではなく「編纂者が作成した物語」として読み解こうとする視角に通底する。こういった考えを敷衍すると、現代の『日本書紀』解釈も「現代神話」となり、これまでの各時代や人々によって読み継がれて利用されてきたように、今後においても様々な『日本書紀』の読み方が生まれて来る可能性が考慮される。

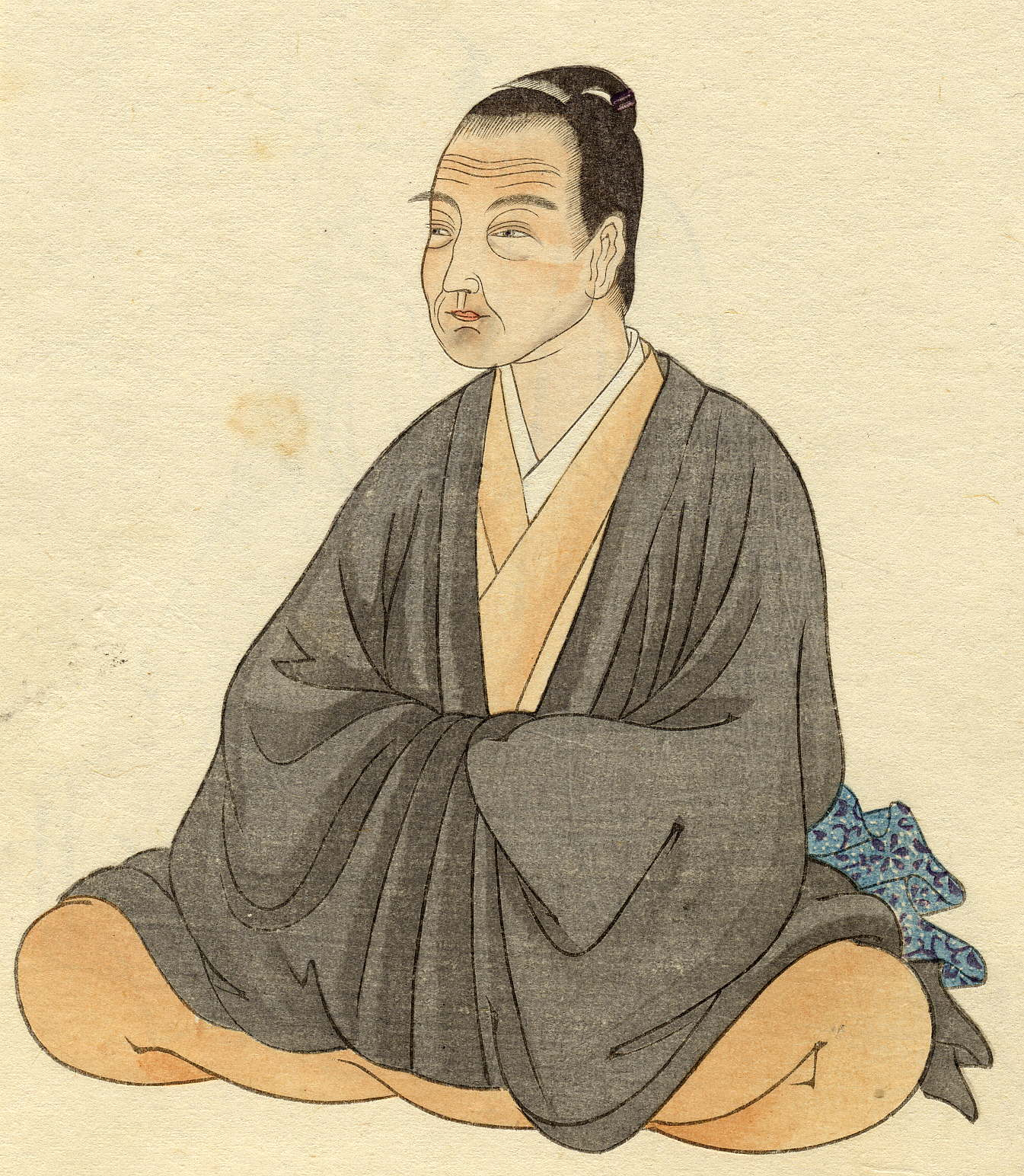
本居宣長
戦争讃美の具として機能し、「日本精神」の権化とされて大東亜共栄圏統一の理論的根拠とされたが、これは誤読・曲解により拡大解釈して構築した虚像というほかはなく、いわば時代錯誤以外の何物でもなかった。

いわゆる人物像にも同じようなことが当てはまる。例えば本居宣長の自讃歌「敷島の大和心を人問はば朝日に匂ふ山桜花」は、1904年（明治37年）3月に公布された煙草専売法の施行に伴って販売された煙草の銘柄（「敷島」「大和」「朝日」「山櫻」）になった。また、時代が下がって第二次世界大戦が勃発した頃には、武士道精神を象徴する歌として「愛国百人一首」の1首に撰ばれたほか、戦死を美化する散華の精神として解されて神風特攻隊の名称にも採用された。こうした国学的なものは、新聞・雑誌などのジャーナリズムや学校などの教育現場においても大きな影響を与え続けたが、そうした側面も受容史の重要な構成要素であり、それらの究明とアカデミズムの研究を統合して、初めて受容史の全貌が見えてくるといえる。

### 具体的事例

#### 文学
現代における古典文学作品は、ただ作者ないし編者の記したものだけが目前にあるのではなく、写本を書き継いだ人々がいるのはもちろん、写本を蒐集して校訂する者、典拠を求めて訓詁を施して注釈を付ける者、作品を受容して再生産を行う者、外国語話者に対して翻訳する者など、作品の成立から現代に至るまでの間に存在した全ての人々の営為が作品の内外に残り、現代人の前に現れている。いわば当代と現代は「解釈」の地平で並んでいるので、現代人が作品を読もうとする時には、当代の「解釈」を必然として勘案しなければならないし、時には無意識のうちに影響されている場合も省みられる。
要するに古典が古典たりうるのは、享受を通じて規定される。例えば『源氏物語』の場合、次のような諸点について歴史的に展望するということになる。
(1)読者層・読書方法・本文の系統・形態・伝播等の問題
読者はどんな人で、どのような読み方をしたか。
そのテキストの系統や形態はどんなもので、どういう風に流布したか。
(2)源語観等の問題
何のために『源氏物語』を読み、どのような意義を見出したか。
(3)狭義の源氏享受と創作との関係
後の創作行為にどのように摂取され、反映されていったか。
一般的に『源氏物語』の成立は平安時代中期とされるが、残された本文それ自体は中世以降に写されたものであり、その享受された本文さえ単一ではない。これまでに発見されている『源氏物語』の諸本は、150ないし200種に及ぶとされるが、それらの諸本を扱うに際して「どれが最も原文に近い正統なものか」というように作者や起源への近さを根拠に諸本の価値を序列化するよりも、物語が複数の本文として存在していることを受け入れ、その揺れや違いに注目していくことになる。これが(1)である。
また、『源氏物語』は1890年代以降、日本の国家、あるいは国民の文化を代表する古典として位置づけられて規範化されていったが、自然主義文学が隆盛を迎える1900年代には「その時代の言語で、その時代を写し取る」という方法意識が優勢となり、すでに解釈が困難な過去の文体で書かれた『源氏物語』に近代作家たちの積極的な関心は向けられなかった。昭和初期に海外で翻訳されて評価を得て以降、『源氏物語』は新たな価値を見出していくことになったが、皇室の系譜が「万世一系で神聖不可侵のもの」とされた時期には「不敬の書」として批判され、例えば谷崎源氏では危ういとされる要素が削除されている。このように「名作」か否かさえもが、その時代の状況に応じて変動するものであり、そこに働く力との関係に目を向けることになる。これが(2)である。
このほか、現在の漫画コミック、映画、教科書といった場で、どのように享受され、新たな表現と結びついているかも問題になる。江戸時代の出版文化の中で『源氏物語』は、数々の梗概書や注釈書、世俗的な絵本として、あるいは俳諧や浮世草子、戯作を通した改作やパロディとして、幅広く享受されていた。また、明治・大正における旧制中学校や高等女学校の国語教科書において『源氏物語』の採録は僅かであったが、昭和に入って急速に増加し、国定教科書『小学国語読本』には作者の説明と口語訳も掲載された。そこで生まれる二次的、三次的の創作は、『源氏物語』の本文に対する捉え方の変化として表れている。これが(3)である。
以上のような諸点については、古典文学のみならず、近現代文学にも当てはまる。例えば樋口一葉は、国定教科書以前から教科書に数多く記載されてきたが、その採録テキストの数や箇所の詳細を明らかにするのみで明確化するわけではなく、それらの教科書を実際に読み込んだ上で、書くことへと繋がっていった人々の記録とを繋いでいく作業が必要となる。また、中島敦『山月記』は、1949年（昭和24年）に『中島敦全集』が毎日出版文化賞を受賞したことにより、「良書」の代表として社会に受け入れられることになった影響を受け、翌1950年（昭和25年）の検定教科書の1つに初めて教材として採用されて以来、教科書に掲載され続けたことで「国民教材」として教育現場では「生き方を反省する」という道徳的な指導内容に重点が置かれるようになったが、これは文学研究者たちの批判を招くなど、国語教育における様々な問題点が浮き彫りになる。

#### 美術
一般に美術史の主要的課題は、「作品の素性」を明らかにし、その造形的特徴を見極めた上で、その作品を形そのものの歴史的な展開の中に位置づけることとされる。この「作品の素性」を明らかにする際に気をつけなければならない要素の1つに、「外」からの様式や技術などの流入・受容という問題がある。例えば古代日本における「美術」の歴史は、それらの受容と変容の絶え間ない反復を通して形作られてきたと認識されており、中国や韓国の作品のみならず中央アジアやインドの作品をも視野に入れるのは必要なこととされ、その中で日本の作品との影響関係を論じることが行われてきたのであるが、それはあくまでも日本の「特質」を論じるためであり、いわば政治的にも文化的にも「日本の源流を探し当てて変化の度合いを見定めるために必要」とされた枠組みであった。こうした比較による「独自性」の追及というテーマは大きな位置を占めていたが、これに強く拘泥する語り口への批判が出現したとほぼ同時期に、美術史の形成が近代国家日本の文化的アイデンティティを確立する戦略であったことが理解されるようになった。美術作品を含む文化受容の真の実態に迫るには、各地域におけるモノの流通システム、各地域間の交流のチャンネル、受容者の意図や社会的状況といった複数の視点を組み合わせて、初めて可能になるものとされたのである。
いずれにしても、美術作品は時代の移り変わりの中でその時々の評価や判断によって選び出され、今に受け継がれているのであって、所有者の変遷、展覧会への出品、数々の文献での言及ということ自体に意味があり、またそれが作品とともに提示されることに価値がある。例えば国立西洋美術館が所蔵するクロード・モネの作品「睡蓮」は、「関東大震災の翌年にパリで被災者救援事業として開催された展覧会「モネ展」に展示された」といった展覧会歴を持つ。また、公刊されていない記録資料として、例えば「人だかりのできている展覧会の写真」のような情報も展覧会歴の確証を得る手掛かりとなる。これらはその作品が歴史の中で果たした役割を伝え、新しく展覧会を企画する際の力になることから、「学芸員は専門家として多方面にアンテナを張り、文献を渉猟して、作品についてどのような言説があるかを網羅的に把握する必要がある」との声もある。